# 中島典明
中島 典明（なかしま のりあき、1956年 - ）は、日本の実業家。長崎電気軌道代表取締役社長。長崎県出身。

## 略歴
- 1979年3月 西南学院大学卒業
- 1979年4月 長崎電気軌道入社
- 2010年 総務部長
- 2012年 電車部長
- 2013年 常務取締役
- 2015年 代表取締役